# Baltimore SC
Baltimore Sportif Club – haitański klub piłkarski z siedzibą w Saint-Marc. Klub został założony w 1974.

## Osiągnięcia
- Mistrz Haiti (2): 2004/2005 Fermeture, 2005/2006

w sezonach 2002, 2003 oraz 2004/05 organizowano w Haiti dwa turnieje mistrzowskie – Ouverture (turniej otwarcia) i Fermeture (turniej zamknięcia)